# Klaas Veenhof
Klaas Roelof Veenhof (* 9. November 1935 in Groningen; † 28. Juli 2023 in Heemstede) war ein niederländischer Altorientalist und Hochschullehrer.

## Werdegang
Klaas Veenhof war zunächst Professor an der Universität Amsterdam, danach, von 1982 bis zu seiner Emeritierung, Professor an der Universität Leiden.
Er beschäftigte sich besonders mit der ersten Hälfte des zweiten Jahrtausends v. Chr., insbesondere mit den assyrischen Händlertexten aus dem karūm Kaneš und schrieb bekannte Einführungswerke.

## Veröffentlichungen (Auswahl)
- Aspects of old Assyrian trade and its terminology (= Studia et Documenta ad Iura Orientis Antiqui Pertinentia. Bd. 10, ZDB-ID 445835-7). Brill, Leiden 1972.
- Kanesj en de Assyrische handelskoloniën in Klein-Azië. Nederlands Instituut voor het Nabije Oosten, Leiden 1986, ISBN 90-6258-241-9.
- mit Evelyn Klengel-Brandt: Altassyrische Tontafeln aus Kultepe. Texte und Siegelabrollungen (= Vorderasiatische Schriftdenkmäler der Staatlichen Museen zu Berlin. NF H. 10 = H. 26). Mann, Berlin 1992, ISBN 3-7861-1668-7.
- Geschichte des Alten Orients bis zur Zeit Alexanders des Großen (= Das Alte Testament deutsch. Ergänzungsreihe Bd. 11). Vandenhoeck & Ruprecht, Göttingen 2001, ISBN 3-525-51685-1.
- The old Assyrian list of year eponyms from Karum Kanish and its chronological implications (= Publications of the Turkish Historical Society. Ser. 6, Bd. 64). Turkish Historical Society, Ankara 2003. ISBN 975-16-1546-1.
- The archive of Kuliya, son of Ali-abum (Kt.92/k 188-263) (= Atatürk Kültür Dil ve Tarih Yüksek Kurumu. Ankara Kültepe Tabletleri. Bd. 5 = Türk Tarih Kurumu Yayınları. Dizi 6, 33c). Türk Tarih Kurumu Basimevi, Ankara 2010, ISBN 978-975-16-0246-6.
- Ancient Assur: The City, its Traders, and its Commercial Network. In: Journal of the Economic and Social History of the Orient. Bd. 53, 2010, ISSN 0449-3222, S. 39–82.